# Surcasti
Surcasti (, toponimo romancio; in tedesco Obercastels, desueto, ufficiale fino al 1943) è una frazione del comune svizzero di Lumnezia, nella regione Surselva (Canton Grigioni).

## Storia

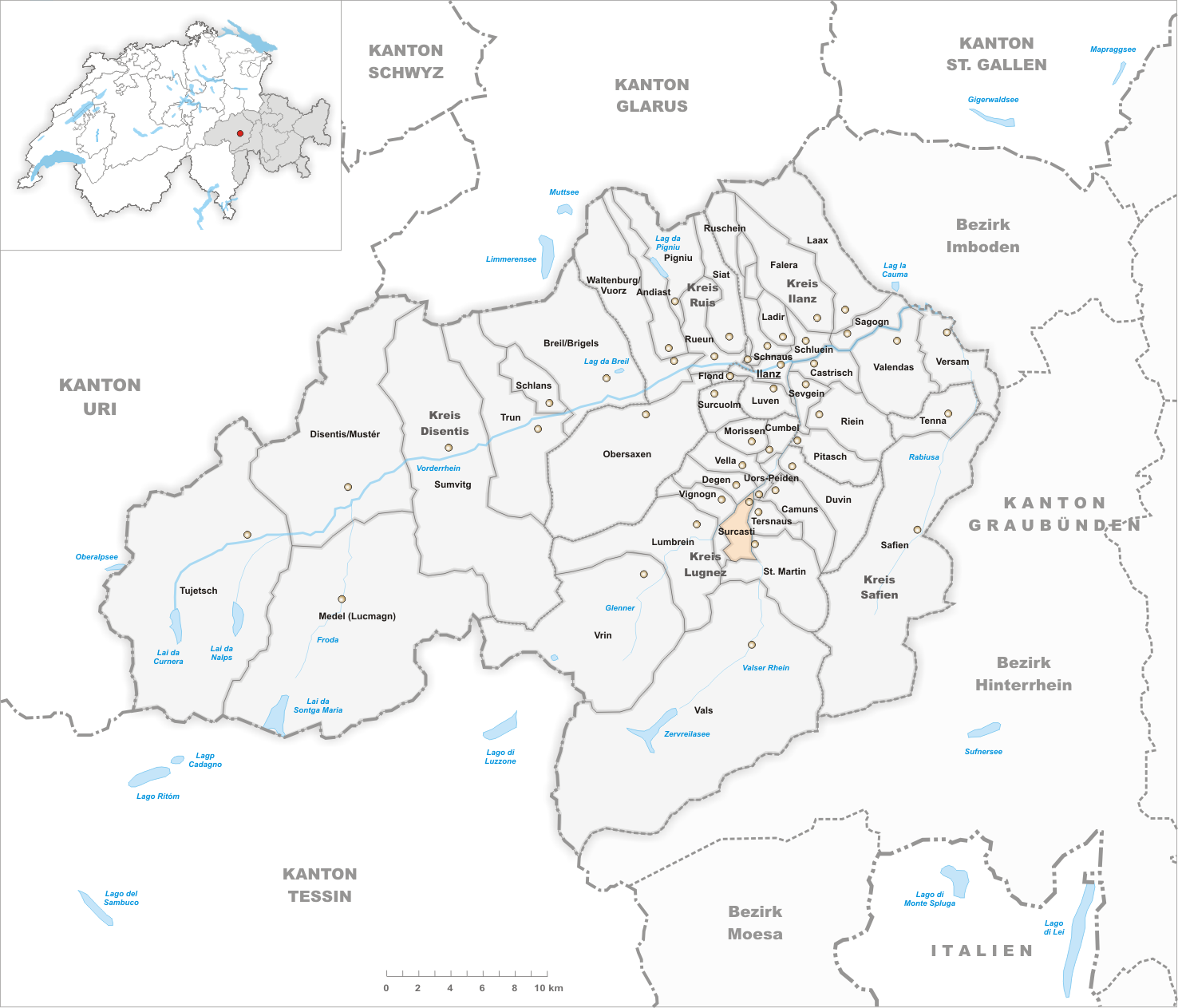
Il territorio del comune di Surcasti prima degli accorpamenti comunali del 2002

Già comune autonomo istituito nel 1851, nel 2002 è stato aggregato agli altri comuni soppressi di Camuns, Tersnaus e Uors-Peiden per formare il nuovo comune di Suraua, il quale a sua volta il 1º gennaio 2013 è stato aggregato agli altri comuni soppressi di Cumbel, Degen, Lumbrein, Morissen, Vella, Vignogn e Vrin per formare il nuovo comune di Lumnezia.

## Monumenti e luoghi d'interesse
- Chiesa parrocchiale cattolica di San Lorenzo, attestata dal 1345, con campanile del XII secolo (già torre della fortezza di Übercastel)[1].

## Società

### Evoluzione demografica
L'evoluzione demografica è riportata nella seguente tabella:
Abitanti censiti

### Lingue e dialetti
La maggioranza della popolazione parla la lingua romancia.